# Millardia gleadowi
Millardia gleadowi је врста глодара из породице мишева (лат. Muridae). 

## Распрострањење
Врста има станиште у Индији и Пакистану.

## Станиште
Врста Millardia gleadowi има станиште на копну.

## Угроженост
Ова врста није угрожена, и наведена је као последња брига јер има широко распрострањење.

### Популациони тренд
Популациони тренд је за ову врсту непознат.